# Menudo es mi padre
Menudo es mi padre és una sèrie de televisió còmica espanyola emesa per la cadena Antena 3 entre el 15 d'abril de 1996 i 1998. El 2000 la televisió portuguesa va comprar els drets d'emissió.

## Argument i repartiment
La sèrie girava entorn del dia a dia de Juan Carrasco, un taxista espanyol (El Fary), la seva dona (Kiti Mánver) i els fills de la parella: Juanvi (Daniel Guzmán i Borja Elgea), Jorge (Julián González), Marta (Olga Molina). Aquest repartiment es completava amb la sueca Vicky (Sandra Wahlbeck), que va ser el resultat d'una aventura sentimental del protagonista als països nòrdics, l'àvia Felisa (Lola Lemos) i el matrimoni propietari del bar on el protagonista es reuneix amb els seus amics, Antonio (Miguel Rellán) i Rosi (María Garralón).
Al llarg de la sèrie la família enfrontava diferents crisis, com la mort del personatge interpretat per Kiti Mánver, que portaria al taxista a mantenir una relació i finalment casar-se amb Ángeles (Gloria Muñoz).

## Curiositats
- El personatge de Juanvi, el fill major, va ser interpretat primer per Daniel Guzmán i després per Borja Elgea, els quals s'assemblen físicament.

- El Fary va amenaçar amb deixar la sèrie si no li pujaven el sou. El resultat va ser que el seu personatge es va debatre entre la vida i la mort en la sèrie, com un avís que la sèrie podia seguir sense ell.

- Rostres coneguts com a Paz Vega, Pilar López de Ayala, Víctor Clavijo, Lara de Miguel, Eva Santolaria o Alicia Bogo van fer els seus primers passos en aquesta sèrie. Altres actors que van passar per la sèrie van ser María Casal, Elena Fernández, María Adánez, Miguel Ángel Valcárcel i Blas Moya.

- En la seva primera temporada, la sèrie va aconseguir superar el 30% de share.[3]